# Neophyllaphis podocarpi
Neophyllaphis podocarpi är en insektsart som beskrevs av Takahashi, R. 1920. Neophyllaphis podocarpi ingår i släktet Neophyllaphis och familjen långrörsbladlöss. Inga underarter finns listade i Catalogue of Life.